# 柔毛杨
柔毛杨（学名：Populus pilosa）为杨柳科杨属的植物。分布在中国大陆的新疆等地，生长于海拔1,600米至2,300米的地区，目前尚未由人工引种栽培。

## 异名
- Populus pilosa Rehd. var. leiocarpa C. Wang et S. L. Tung